# Solanum aparadense
Solanum aparadense là loài thực vật có hoa trong họ Cà. Loài này được L.A. Mentz & M. Nee mô tả khoa học đầu tiên năm 2003.